# Georges Laporte
Georges Laporte, né le 17 décembre 1926 à Paris où il meurt le 7 novembre 2000, est un peintre, lithographe et illustrateur français.

## Biographie
Georges Laporte est né à Montmartre, son père est chauffeur de taxi. Après des études en commerce international, il travaille comme agent en douane. Ses débuts en peinture datent de 1946.
Il épouse Jeannine Schmitt, d'origine chalonnaise, et vient s'installer en Bourgogne à Chalon-sur-Saône en 1952 puis à Givry en 1959. De nombreuses vues de ce village et de ses environs, souvent sous la neige, seront exposées dans le monde entier.
En 1958, il obtient le Prix Bastien-Lepage au Salon des artistes français. Guillermet, éditeur à Villefranche sur Saône et ami de Colette et Utrillo l'encourage à exposer à Lyon à la galerie Petersen. Ce sera un franc succès. Cette même année, L'Asile de Nuit de la rue aux Prêtres de Chalon obtient le Prix de la ville d'Aix-en-Provence devant 300 peintres venus de la France entière. Florence Gould achète la toile qu'elle accroche à côté d'Antoine Watteau et François Boucher qu'elle collectionne.
En 1960, a lieu la première reproduction d'une œuvre, Bidonville à Nanterre, aux éditions Nomis en publiant ses œuvres en cartes postales collectionnées par les musées comme au Louvre. Raphaël Mischkind, galeriste à Lille, remarque cette œuvre. Il suivra Laporte tout au long de sa carrière.
Georges Laporte découvre véritablement la Bretagne dans les années 1960. La mer devient son thème principal. Il installe un atelier à Quiberon. Armand Lanoux observe l'artiste et parle alors de peinture gestuelle en référence à Georges Mathieu, un parallèle est également fait avec Nicolas de Staël. Les épaisseurs de matières caractéristiques de ses toiles apparaissent à cette époque.
Sa peinture évolue dans les années 1970 et ses bords de mer sont plus aboutis. Armand Lanoux les analyse ainsi : « Ses paysages sont devenus plus aimables et la couleur plus chantante. La volonté de finir la toile, de pousser plus que naguère est certaine. »
À la mort de son épouse Jeanine en 1979, il multiplie les voyages et sa peinture prend une nouvelle direction : Laporte renouvelle sa peinture et ses couleurs.
Il se rend en Corse dès 1987, y séjourne pour réaliser des toiles que le musée de Bastia présente dans  l'exposition « 40 Grandes Œuvres Corses » en 1990.
Il affectionne le Japon qu'il visite régulièrement dès 1983 et entreprend une série de toiles du Japon. Les expositions qui suivent consacrent sa notoriété. Celles du printemps 1988 attirent pas moins de 80 000 visiteurs. Georges Laporte épouse Akiko Takao, premier prix de piano du Conservatoire de Tokyo, en 1991.
« Puis Georges Laporte découvre la Corse... Là, on s'aperçoit que Laporte renonce aux règles de la perspective traditionnelle ; qu'il construit son espace sur un système de superpostions de plans, procédé qu'Othon Friesz avant lui utilisa mais qu'il ne mena pas aussi loin. Qu'elles aient pour origine la France ou le Japon, on sent que dans ses toiles désormais l'esprit rejoint la matière pour accomplir ce que Charles Benharoum appelle « la transmutation des éléments pour les rendre perceptibles à l’œil et au toucher ». »
Georges Laporte meurt à Paris le 7 novembre 2000.

## Œuvres

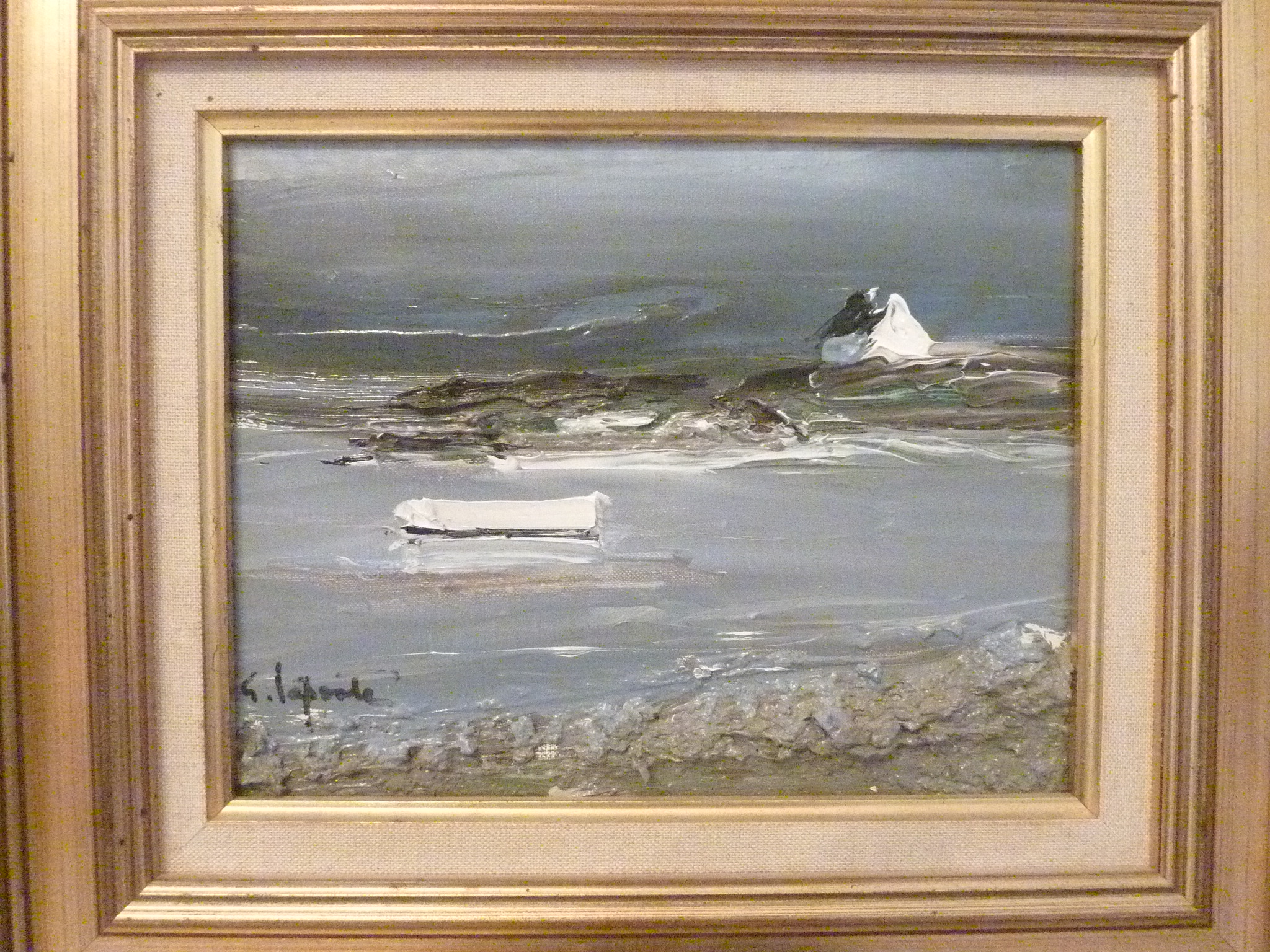
Côte sauvage, maison isolée.

### Toiles
- Le Porche (Givry 1958)
- Ile de sein  1980
- Cargèse 148 × 97 cm
- Hiver en bourgogne 1978
- Plage de saint pierre 97 × 146 cm
- Pô à Carnac 97 × 130 cm
- Paysage Breton 97 × 130 cm
- Plage d'Heast (Belgique) Huile sur toile 60 × 120 cm

### Lithographies
- Marée Basse 38 × 46 cm 200ex
- Petit port breton 56 × 76 cm 165 ex
- Petite maison de pêcheur 31 × 42 cm 150 ex
- Petite maison de pêcheur II 28 × 38 cm 150 ex
- Rivage Breton 56 × 76 cm 150 ex
- Sauzon 76 × 56 cm 150ex
- Village sous la neige 54 × 76 cm
- Voilier sur la plage 38 × 46 cm 200ex
- Voiliers à l'échouage 45 × 62 cm 165ex
- Le Fuji-Yama

### Illustrations
- La Guirlande de Dunes de Emile Verhaeren, ill. par 15 lithographies originales de Georges Laporte, Montceau-les-Mines, Cercle des Bibliophiles, 1966[16]
- Les Châteaux de Sable de Armand Lanoux, ill par 17 lithographies originales de Georges Laporte,Montceau-les-Mines, Cercle de Bibliophiles, 1969[17]
- Poèmes Saturniens de Paul Verlaine, ill. par des pastels originaux de Georges Laporte dans le texte, 1970
- Les Villes à Pignons de Emile Verhaeren, ill. par 15 lithographies originales de Georges Laporte, Montceau-les-Mines, Cercle des Bibliophiles, 1971 [18]
- Colline de Jean Giono, ill. par 17 pastels originaux de Georges Laporte, Montceau-les-Mines, Cercle des Bibliophiles, 1974[19]

## Collections publiques
Les œuvres de Georges Laporte sont conservées dans de nombreux musées dans le monde:
- Bibliothèque nationale de France (gravures)
- Musée national d'art moderne, Paris
- Musée de la ville de Paris
- Musée des villes de Roubaix, Mâcon, Chalon-sur-Saône, Lons-le-Saunier, Lille, Brest
- Musée Matisse du Cateau-Cambrésis
- Villa Empain (Bruxelles),
- Petit Palais de Genève et Palais de l'Athénée à Genève
- Terry Art Institute et Museum of Modern Art, Miami
- Evansville Museum of Art (États-Unis)
- Galerie nationale d'Écosse (Édimbourg)
- Musée de Lidingö (Suède)

## Distinctions honorifiques
- Officier de l'ordre des Arts et des Lettres (1987)[21]
  - chevalier en 1972
- Citoyen d'honneur de la ville d'Albuquerque, Nouveau Mexique, USA (1984)